# Lehel (márka)
A Lehel egy magyar elektronikai márka volt, amely főleg hűtőszekrényekkel kapcsolatban volt ismert. A jászberényi Lehel Hűtőgépgyár gyártotta. Az állami vállalat privatizációja, 1991 óta a cég a svéd Electrolux-csoport része.

## Története
Jászberényben létesült 1952-ben a Fémnyomó és Lemezárugyár. Az állami vállalat addig edényeket, tálcákat és olajos hordókat gyártott. 1958-ban megnyerték a Brüsszeli Világkiállítást a Heller–Forgó-féle légkondenzációs hűtőberendezés hűtőelemének kifejlesztésével. 1964-ben a budapesti Hűtőgépgyár és a Fémnyomó- és Lemezárugyár egyesülésével létrejött új jászberényi Lehel Hűtőgépgyár, amelynek igazgatója Gorjanc Ignác lett, aki 1968-tól haláláig a cég vezérigazgatója volt. Gorjancnak fontos szerepe volt abban, hogy amikor megfelelő alapanyag hiánya miatt, Jászberényben acélhüvelyeket nem tudtak gyártani, új tevékenységi kört talált a gyárnak. Vezetése alatt európai színvonalú háztartási és kereskedelmi hűtőgépgyártás valósult meg Jászberényben.
A cég főmérnöke, László Károly irányításával született meg 1958-ban az első jászberényi tervezésű és kivitelezésű hűtőszekrény, a Super 100-as. Ebben az évben megindult a hűtőgépek sorozatgyártása. 1960-ban jelent meg az első Lehel nevű hűtőszekrény, a LEHEL 100. Rövid időn belül nagyon népszerű lett. 1970-ben már az egymilliomodik hűtőszekrényt adták át.

### A privatizáció után
1991-ben a svéd Electrolux cég megvette a Lehelt, 83 millió dollárért. [forrás?] A cég neve Electrolux Lehel Hűtőgépgyár Korlátolt Felelősségű Társaság lett (röviden: Electrolux Lehel Kft.) Utána Zanussi-Lehel néven gyártották a hűtőket, de 1999 óta már csak Zanussi és Electrolux hűtőgépeket gyártanak, a Lehel nevét pedig elhagyták.